# 다크 스카이 (영화)
《다크 스카이》(영어: Dark Skies)는 2013년 공개된 미국의 SF 공포 영화이다.

## 줄거리
부동산 중개인 엄마, 최근 실직한 아빠, 아들 둘로 구성된 평범한 한 교외의 가족이 갑자기 각종 이상 현상을 겪기 시작한다. 이들의 삶을 위협하는 존재는 다름 아닌 외계인이다.

## 출연
- 케리 러셀
- 다코타 고요
- 조시 해밀턴
- 커단 로킷
- J. K. 시먼스
- 민디 크리스트
- 애니 서먼
- 트레버 세인트존

## 기타 제작진
- 총괄 제작: 브라이언 캐버나존스, 릭 오사코, 밥 와인스틴, 하비 와인스틴
- 배역: 릭 몽고메리
- 미술: 제프 히긴보섬